# Тупеевский сельсовет
Тупеевский сельсове́т — упразднённая в 2008 году административно-территориальная единица и сельское поселение (тип муниципального образования) в составе Илишевского района. Почтовый индекс — 452265. Код ОКАТО — 80230870000.
Объединён с сельским поселением Урметовский сельсовет. Образован в 1989 году.

## Состав сельсовета
село Тупеево — административный центр.

## История
Указ Президиума ВС Башкирской АССР от 25.07.1989 N 6-2/268 «Об образовании Тупеевского сельсовета в Илишевском районе» постановлял:

1. Образовать в Илишевском районе Тупеевский сельсовет с административным центром в селе Тупеево.
2. Включить в состав Тупеевского сельсовета село Тупеево, исключив его из Урметовского сельсовета.

3. Установить границу Тупеевского сельсовета согласно представленной схематической карте. 
Закон Республики Башкортостан от 19.11.2008 N 49-з «Об изменениях в административно-территориальном устройстве Республики Башкортостан в связи с объединением отдельных сельсоветов и передачей населённых пунктов», ст.1 п. 24) б) гласил:

 "Внести следующие изменения в административно-территориальное устройство Республики Башкортостан:
 б) объединить Урметовский и Тупеевский сельсоветы с сохранением наименования «Урметовский» с административным центром в селе Урметово.
Включить село Тупеево Тупеевского сельсовета в состав Урметовского сельсовета.

Утвердить границы Урметовского сельсовета согласно представленной схематической карте.

Исключить из учётных данных Тупеевский сельсовет

## Географическое положение
На 2008 год граничил с муниципальными образованиями: («Закон Республики Башкортостан от 17.12.2004 N 126-з (ред. от 19.11.2008) „О границах, статусе и административных центрах муниципальных образований в Республике Башкортостан“»).

## Население
| 2002 | 2009 | 2010 |
| ---- | ---- | ---- |
| 506  | ↘446 | ↘415 |

### Национальный состав
Согласно переписи 2002 года, преобладающая национальность — башкиры (92%).